# Božena Srncová
Božena Srncová, provdaná Krejcarová (11. června 1925 Praha – 30. listopadu 1997 Semily), byla česká sportovní gymnastka a olympijská vítězka. Na LOH 1948 v Londýně zvítězila v soutěži družstev žen. Na LOH 1952 v Helsinkách obsadila s družstvem žen bronzovou příčku. Žila v Lomnici nad Popelkou.

## LOH 1948 v Londýně
Vedoucími družstva sportovních gymnastek byly Marie Provazníková a Vlasta Děkanová. Sestavu s Boženou Srncovou  dále tvořily Zdeňka Honsová, Miloslava Misáková, Věra Růžičková (původně náhradnice), Milena Müllerová, Zdeňka Veřmiřovská, Olga Šilhánová, Marie Kovářová a Eliška Misáková (in memoriam).
Krátce před začátkem onemocněla kamarádka Eliška Misáková tehdy neléčitelnou dětskou obrnou a v soutěži ji nahradila Věra Růžičková. E. Misáková zemřela krátce poté, co její sestra Miloslava a její přítelkyně získaly zlato. Při slavnostním vyhlášení vítězů byla československá vlajka olemována černou stuhou. O této tragické události, i o přípravách a samotném průběhu gymnastické soutěže žen na londýnské olympiádě natočil režisér Miroslav Kačor v roce 2012 dokument Zlato pro Elišku. Za vítězství sportovkyně získaly i gramorádio.
O úspěchu gymnastek se podle slov Věry Růžičkové později moc nemluvilo a nepsalo také proto, že jejich vedoucí Marie Provazníková ihned po olympiádě volila emigraci a pro komunisty tak byla zrádkyní.

## LOH 1952 v Helsinkách
V bronzovém týmu kromě Boženy Srncové byly Hana Bobková, Alena Chadimová, Jana Rabasová, Alena Reichová, Matylda Šínová, Věra Vančurová a Eva Věchtová. 